# Na bani
Na bani je přírodní rezervace v pohoří Branisko.
Nachází se v katastrálním území obce Vyšný Slavkov v okrese Levoča v Prešovském kraji. Území bylo vyhlášeno či novelizováno v roce 1988 na rozloze 7,8500 ha.